# Шугар-Гілл (Джорджія)
Шугар-Гілл (англ. Sugar Hill) — місто (англ. city) в США, в окрузі Гвіннетт штату Джорджія. Населення — 25 076 осіб (2020).

## Географія
Шугар-Гілл розташований за координатами 34°5′51″ пн. ш. 84°2′32″ зх. д. / 34.09750° пн. ш. 84.04222° зх. д. (34.097574, -84.042347).  За даними Бюро перепису населення США в 2010 році місто мало площу 27,53 км², з яких 27,44 км² — суходіл та 0,09 км² — водойми.

## Демографія
Згідно з переписом 2010 року, у місті мешкали 18 522 особи в 6114 домогосподарствах у складі 4832 родин. Густота населення становила 673 особи/км².  Було 6497 помешкань (236/км²).
Расовий склад населення:
| - 72,4 % — білих - 9,8 % — чорних або афроамериканців - 6,3 % — азіатів - 0,3 % — корінних американців - 0,1 % — вихідців з тихоокеанських островів - 8,6 % — осіб інших рас |

До двох чи більше рас належало 2,5 %. Частка іспаномовних становила 19,6 % від усіх жителів.
За віковим діапазоном населення розподілялося таким чином: 31,4 % — особи молодші 18 років, 62,6 % — особи у віці 18—64 років, 6,0 % — особи у віці 65 років та старші. Медіана віку мешканця становила 33,5 року. На 100 осіб жіночої статі у місті припадало 97,6 чоловіків;  на 100 жінок у віці від 18 років та старших — 93,6 чоловіків також старших 18 років.
Середній дохід на одне домашнє господарство  становив 80 832 долари США (медіана — 72 202), а середній дохід на одну сім'ю — 83 202 долари (медіана — 71 907). Медіана доходів становила 60 096 доларів для чоловіків та 42 782 долари для жінок. За межею бідності перебувало 12,3 % осіб, у тому числі 21,1 % дітей у віці до 18 років та 10,5 % осіб у віці 65 років та старших.
Цивільне працевлаштоване населення становило 9601 осіб. Основні галузі зайнятості: роздрібна торгівля — 17,4 %, освіта, охорона здоров'я та соціальна допомога — 17,2 %, науковці, спеціалісти, менеджери — 11,3 %, виробництво — 10,8 %.